# Trulia
Trulia（トゥルーリア）は、住宅の売買者、賃借人、不動産の専門家のためのオンラインの住宅用不動産サイトである。当該サイトでは、販売用及び賃貸用物件の詳細や隣人・地域のコミュニティ情報などがリスト化されている。サンフランシスコに本社があり、  ニューヨーク、デンバー、コロラドに事務所が在る。

## 事業
同社は各種サービスをWebサイト及びモバイルアプリにて提供している。

### 一般向け
公開情報に基づく物件価格の推移や同じ地域やZIPコードの比較物件情報を提供している。
CrimeReports.comやEveryBlock.com、SpotCrime.com等提携している犯罪情報を利用し、アメリカ国内の都市部犯罪発生率を視覚化した地図を公開している。サービス利用者は特定地域の犯罪統計情報を他の地域と比較し、コメントを加えることができる。
各地域の教育機関や公共施設などの情報も提供しており、その中には教育機関の名称・種類・教育実績・greatschools.orgによる格付け評価や、公共施設の安全性・ペット同伴に対する許容度・歩きやすさなどが含まれる。
オープンストリートマップやGeneral Transit Feed Specificationを利用し、 通勤者や旅行者向けに目的地までの経路や乗り換え回数などの情報も提供しており、 利用者が特定の地域から特定の時間内でどこまで遠くまで移動できるかわかるようになった。

### 不動産事業者向け
不動産事業者向けにTrulia Pro、Local Ads、Mobile Adsの広告サービスを提供している。Trulia Proを利用すれば検索結果が上位になり、お気に入りリストにおいても最上位に表示される。Local Adsを利用し、特定の市町村やZIPコードで利用可能な地域を選択することで指定地域を検索した場合に広告が表示される。Mobile AdsはLocal Adsと同様にモバイルアプリにて広告表示地域の設定が行える。